# Semana Negra de Madrid
Con el nombre Semana Negra de Madrid se conoce a la semana de enero de 1977 en la que miembros de las fuerzas de orden público y de grupos de extrema derecha realizaron varios asesinatos. El domingo 23 de enero fue asesinado Arturo Ruiz García. Al día siguiente, lunes 24, en el transcurso de una manifestación en protesta por el crimen del día anterior, la policía disparó un bote de humo que acabó con la vida de María Luz Nájera Julián y esa misma noche tuvo lugar la que se conoce como Matanza de Atocha, en la que miembros de la extrema derecha irrumpieron en un bufete laboralista ubicado en la calle de Atocha y asesinaron a tiros a cinco personas que se encontraban trabajando, además de dejar heridas a otras cuatro.

## Contexto histórico
En 1975, se generalizó la violencia policial y la utilización de pistoleros para frenar las movilizaciones populares cada vez más numerosas y frecuentes. Con Manuel Fraga Iribarne al frente del Ministerio de Gobernación, se produjeron varias matanzas en la España de la Transición. El 3 de marzo de 1976, tuvo lugar la conocida como matanza del 3 de marzo o sucesos de Vitoria en la que la policía asesinó a los obreros Romualdo Barroso Chaparro de diecinueve años, Francisco Aznar Clemente de diecisiete años, Pedro María Martínez Ocio de veintisiete años, José Castillo García de treinta y dos años y Bienvenido Pereda Moral de treinta años e hirió de bala a más de cien personas que se encontraban en la iglesia de San Francisco celebrando una asamblea.
También hubo asesinatos durante las protestas ciudadanas por los sucesos de Vitoria. En Tarragona, el 5 de marzo de 1976, Juan Gabriel Rodrigo Knafo de diecinueve años, cayó al vacío cuando, según declaraciones de la policía que ocultó su muerte durante horas, huía de una carga policial. En Basauri, el 8 de marzo del mismo año, Vicente Antón Ferrero de dieciocho años fue muerto por un disparo en la cabeza a menos de siete metros, de un guardia civil que estaba disolviendo a un grupo que intentaba hacer una asamblea en el marco de una huelga en protesta por los sucesos vitorianos.
El 6 de abril de 1976, Oriol Solé Sugranyes de veintiocho años fue asesinado de un tiro por un guardia civil en Burguete, tras haber participado en la fuga de la cárcel de Segovia. El 12 de abril de 1976, Felipe Suárez Delgado de veintiocho años fue ametrallado por la Guardia Civil en un control de carretera, en Zarauz. El 18 de abril de 1976, Manuel Garmendia Zubiarrain (Korta) de treinta años fue asesinado a tiros por la Guardia Civil en Bera. El 9 de mayo de 1976, se produjeron los conocidos como sucesos de Montejurra, en los que fueron asesinados los obreros Ricardo García Pellejero de veinte años y Aniano Giménez Santos de cuarenta años miembros del Partido Carlista a manos de pistoleros fascistas y mercenarios españoles y extranjeros.
El 5 de julio de 1976, llegó a lo que ya se conocía como Ministerio del Interior, el sucesor de Fraga Iribarne, Rodolfo Martín Villa. Durante el ejercicio de su mandato, continuaron produciéndose asesinatos. El 14 de agosto de 1976, murió por un disparo de un guardia civil en Almería, el estudiante granadino Francisco Javier Verdejo Lucas de diecinueve años, mientras escribía en un muro «Pan, T». Probablemente «Pan, Trabajo y Libertad». El 8 de septiembre, en Fuenterrabía, tras el Alarde, comenzó una manifestación en la que la Guardia Civil asesinó a tiros a Josu Zabala de veinticuatro años. El 22 de septiembre de 1976, la policía ametralló a Bartolomé García Lorenzo de veintiún años en Santa Cruz de Tenerife, que falleció días más tarde. El domingo, 28 de noviembre de 1976, en Santesteban, el guardia civil de paisano José Roca, disparó en una discoteca a Santiago Navas de diecinueve años que resultó muerto y a José Javier Nuín de diecinueve años, que murió días más tarde. El 15 de diciembre de 1976, en la manifestación contra el referéndum de la Ley de Reforma Política, en Madrid, la policía detuvo a Ángel Almazán Luna de dieciocho años y lo mató a palos.

## Acontecimientos
Este era el ambiente previo a los acontecimientos de la Semana Negra de Madrid, que comenzó el 23 de enero de 1977 con el asesinato a tiros de Arturo Ruiz García, de veinte años. Había asistido a una manifestación no autorizada por la amnistía, convocada en Plaza de España por la Comisión Gestora pro-Amnistía. La policía dispersó a los manifestantes con botes de humo y cargas de los antidisturbios. El grupo de Ruiz García se encontró en la calle de la Estrella de Madrid con cuatro pistoleros de extrema derecha franquista, uno de los cuales disparó sobre el grupo al grito de "Viva Cristo Rey". Una bala alcanzó el corazón de Ruiz García.
 

El Gobierno Civil publicó una primera nota:
«Ante la agresividad de muchos de tales grupos (se refiere a los grupos que intentaron concentrarse), que atacaron a las fuerzas de orden público con cócteles molotov, piedras y otros medios, la fuerza hubo de dar diversas cargas, utilizando los dispositivos antidisturbios y dispersando a los manifestantes.»
Al tener noticia de la muerte de Ruiz García, el Gobierno Civil publicó:
«Sobre las doce y treinta horas se han tenido noticias de que, en la calle de La Estrella, junto a la de Silva, había resultado herido Arturo Ruiz García, de diecinueve años, participante en la manifestación. Fue trasladado a la Casa de Socorro del distrito Centro donde ingresó cadáver.»
Finalmente, tuvo que publicar otra nota reconociendo el asesinato del joven por grupos afines a la policía. Ningún miembro de estos grupos fue detenido.
Al día siguiente, lunes 24 de enero, las asambleas de estudiantes de la Universidad Complutense y de la Universidad Autónoma convocaron paros y propusieron concentraciones en la zona de la plaza del Callao, cerca de donde se había producido el asesinato. En la Gran Vía, María Luz Nájera Julián, de veintiún años fue alcanzada en la cabeza por un bote de humo disparado por la policía, que la dejó en coma. Murió pocas horas después. Su asesino nunca fue identificado. También hubo numerosos heridos.
Esa misma mañana, los Grupos de Resistencia Antifascista Primero de Octubre (GRAPO) secuestraron al presidente del Consejo Supremo de Justicia Militar, el teniente general Emilio Villaescusa Quilis. Por la tarde, emitieron un comunicado en el que explicaban que el secuestro era su respuesta ante el asesinato de Arturo Ruiz el día anterior.
Ya de noche, a las diez y media, dos hombres entraron en el despacho laboralista de la calle Atocha 55, preguntando por el sindicalista de Comisiones Obreras (CCOO) Joaquín Navarro y dispararon contra las nueve personas que se encontraban dentro. Murieron tres abogados, Enrique Valdelvira, Francisco Javier Sauquillo y Luis Javier Benavides, el estudiante Serafín Holgado y el administrativo Ángel Rodríguez Leal, todos ellos del Partido Comunista de España (PCE) y de CCOO. Las otras cuatro personas, Miguel Sarabia Gil, Alejandro Ruiz-Huerta Carbonell, Luis Ramos Pardo y Lola González Ruiz, quedaron heridas de gravedad.
El Partido Comunista acordó con el Gobierno de Adolfo Suárez calmar los ánimos y encargarse de la seguridad de manera que el multitudinario entierro de los cinco asesinados, el 28 de enero, transcurrió sin incidentes. Dos semanas después, el 11 de febrero, inscribió su solicitud en el registro de asociaciones y fue legalizado el 9 de abril.
El sábado, 29 de enero, dos policías de servicio en la Caja Postal del barrio de Campamento de Madrid, Fernando Sánchez Hernández de veinticinco años y José María Martínez Morales de veintidós años, fueron asesinados. Horas más tarde, en otra oficina de la misma entidad, en el barrio de Villaverde de la capital, dos guardias civiles, fueron ametrallados y uno de ellos, José María Lozano Sainz de veintidós años, resultó muerto. Los Grupos de Resistencia Antifascista Primero de Octubre (GRAPO) se atribuyeron la autoría. Durante los funerales, que tuvieron lugar en el hospital militar Gómez Ulla el sábado, 29 de enero, en el momento de la salida de los féretros, hubo gritos de «¡Franco, Franco, Franco!» y se acusó de traidores a los miembros del Gobierno. El teniente general y vicepresidente del gobierno Manuel Gutiérrez Mellado pidió silencio El asesinato de estos miembros de las fuerzas de seguridad fue condenado por un gran número de personas influyentes de todos los ámbitos.
El 23 de enero de 2024, se estrenó en la sala Palacio de la Prensa de Madrid, el documental Las armas no borrarán tu sonrisa, dirigido por Adolfo Dufour, impulsado por Manuel Ruiz, hermano de Arturo Ruiz, y producido por el Colectivo Los Olvidados de la Transición (COT) y Atrapasueños Cinema. El documental, cuyo objetivo es dar a conocer algunos de los crímenes que tuvieron lugar durante la Transición y evitar que las víctimas caigan en el olvido, recoge los testimonios en primera persona de familiares y damnificados, entre ellos el de Manuel Ruiz, el de Alejandro Ruiz-Huerta, abogado superviviente de la matanza de Atocha o el de Javier Almazán, hermano de Ángel Almazán, asesinado en una manifestación en 1976.